# برد پیریوآ
برد پیریوآ (انگلیسی: Brad Pirioua؛ زادهٔ ۶ مارس ۲۰۰۰) بازیکن فوتبال است.
وی همچنین در تیم ملی فوتبال جمهوری آفریقای مرکزی بازی کرده‌است.